# 1-氮杂荧蒽
1-氮杂荧蒽是一种含氮杂环有机物，化学式为C15H9N。它是一种环境污染物，主要通过皮肤被人体吸收。它在废水污泥的化学循环气化的焦油中通过GC-MS检测到。